# Kelly DeVries
Kelly DeVries (Provo, Utah, 23 de desembre del 1956) és un historiador estatunidenc especialitzat en les guerres de l'edat mitjana. Sovint apareix en documentals de televisió com a comentarista expert. És catedràtic d'Història a la Universitat Loyola de Maryland i assessor històric honorífic de les Royal Armouries (Regne Unit). El 1987 es doctorà en Estudis Medievals pel Centre d'Estudis Medievals de la Universitat de Toronto. DeVries i el seu coeditor Michael Livingston foren guardonats amb l'edició del 2017 del Distinguished Book Award de la Societat d'Història Militar pel seu llibre The Battle of Crécy: A Casebook.